# Prepseudatrichia swakopensis
Prepseudatrichia swakopensis är en tvåvingeart som först beskrevs av Kelsey 1976.  Prepseudatrichia swakopensis ingår i släktet Prepseudatrichia och familjen fönsterflugor.
Artens utbredningsområde är Namibia. Inga underarter finns listade i Catalogue of Life.